# Pala d'oro

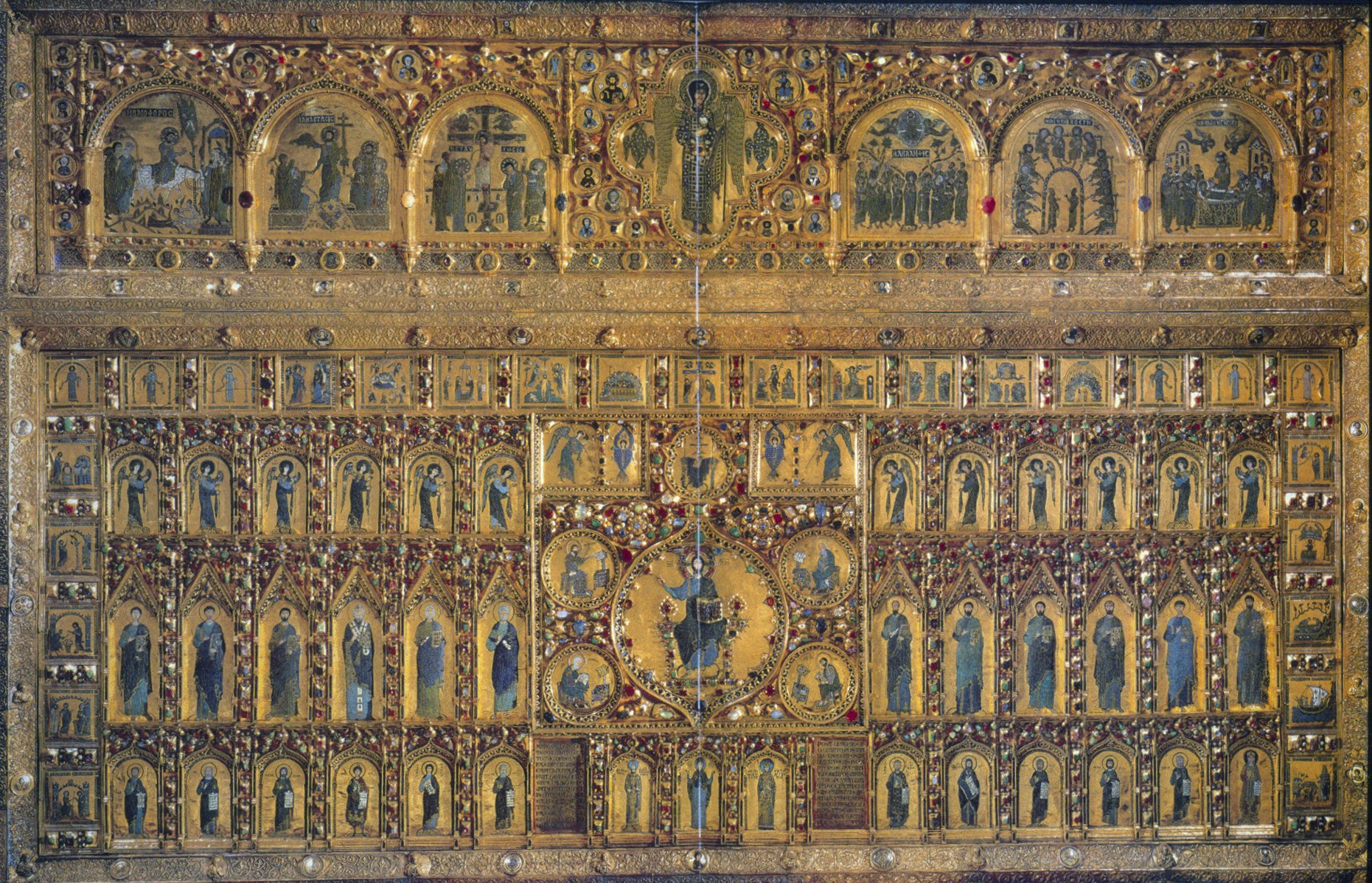
La Pala d’Oro

La Pala d'Oro (en français : « Le Retable d'or ») est un retable doré décoré de panneaux émaillés qui se trouve derrière le maître-autel dans la basilique Saint-Marc de Venise.

## Historique

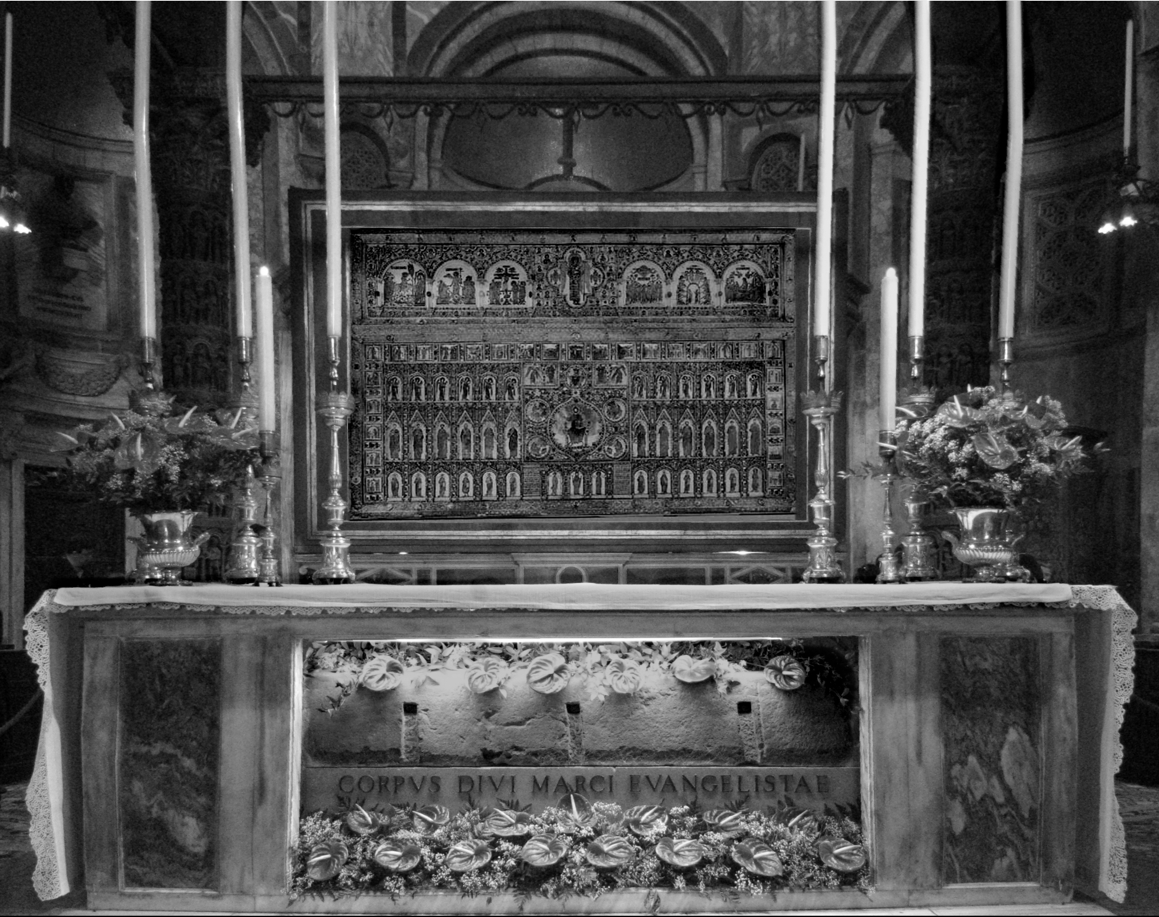
La Pala d'Oro.

La première pala a été commandée à l'époque de la Venise maritime, en 976, par le doge Pietro Orseolo (premier du nom) et réalisée en émaux par des artistes italo-byzantins s'inspirant des iconostases et du style vénéto-gothique. En 1105, elle est enrichie à la demande du doge Ordelafo Faliero.
En 1209 le doge Pietro Ziani fait ajouter les sept grands émaux du registre supérieur. Ces émaux proviennent probablement du monastère du Pantocrator de Constantinople, lieu de sépulture des empereurs, apportés à Venise après la IVe croisade de 1204. 
La dernière modification lui donnant son aspect actuel est faite en 1342 à la demande du doge Andrea Dandolo par l'orfèvre vénitien Giovanni Paolo Boninsegna. La partie inférieure de la pala est entourée de 27 médaillons réalisés à Venise au XIIe siècle sous le doge Ordelafo Falier.
Les jours ouvrables, la Pala feriale de Paolo Veneziano, commandée par le doge Dandolo le 22 avril 1345, recouvrait la Pala d'Oro.

## Description

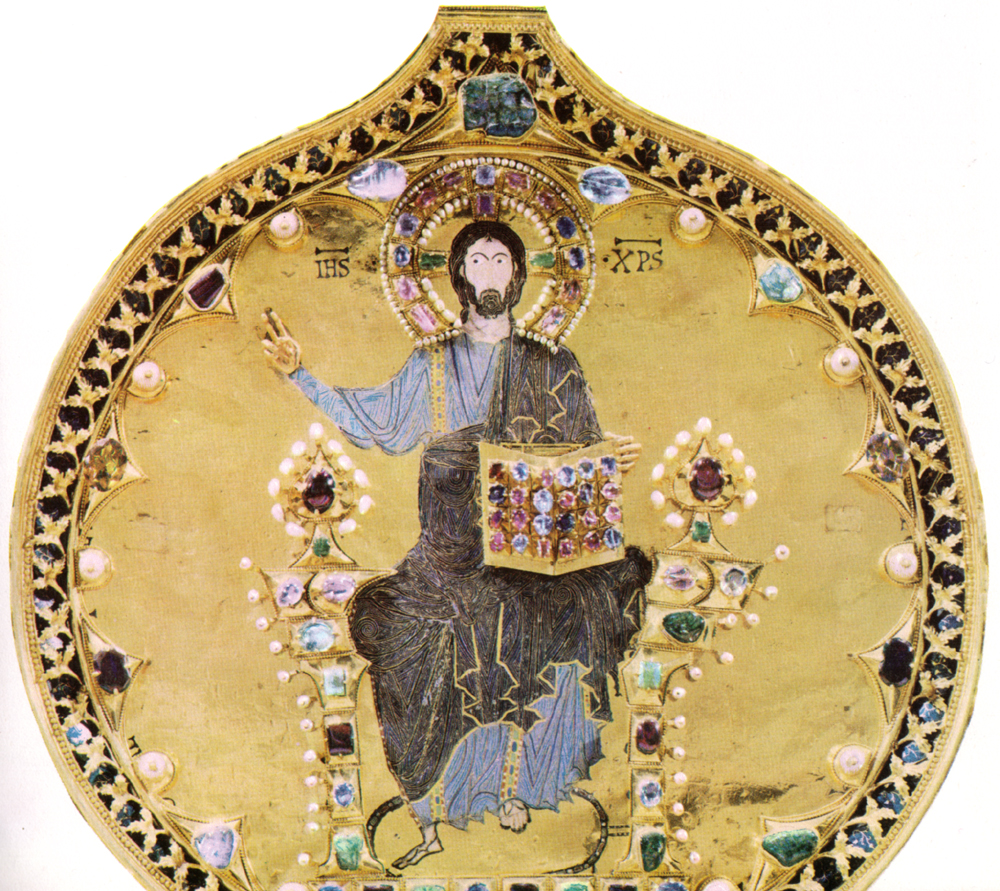
Le Christ bénissant.

Il s’agit d'un panneau rectangulaire de 2,12 mètres de haut sur 3,34 mètres de long, richement décoré et agrémenté de 80 émaux (représentant chacun une petite scène ou un personnage) et de 1 927 gemmes. Il est divisé, dans sa hauteur, en deux parties de taille inégales.
La partie inférieure est la plus grande. En son centre figure le Christ bénissant, entouré des quatre évangélistes, de la Vierge, de l’impératrice Irène Doukas et du doge Ordelafo Faliero. En rangées horizontales sont figurés les apôtres, les prophètes, des anges. Sur le pourtour sont représentées 27 scènes de la Bible. 
La partie supérieure est décorée de sept émaux plus grands figurant l’archange saint Michel et des scènes de la vie du Christ symbolisant les fêtes principales de l’Église.

### Liens externes

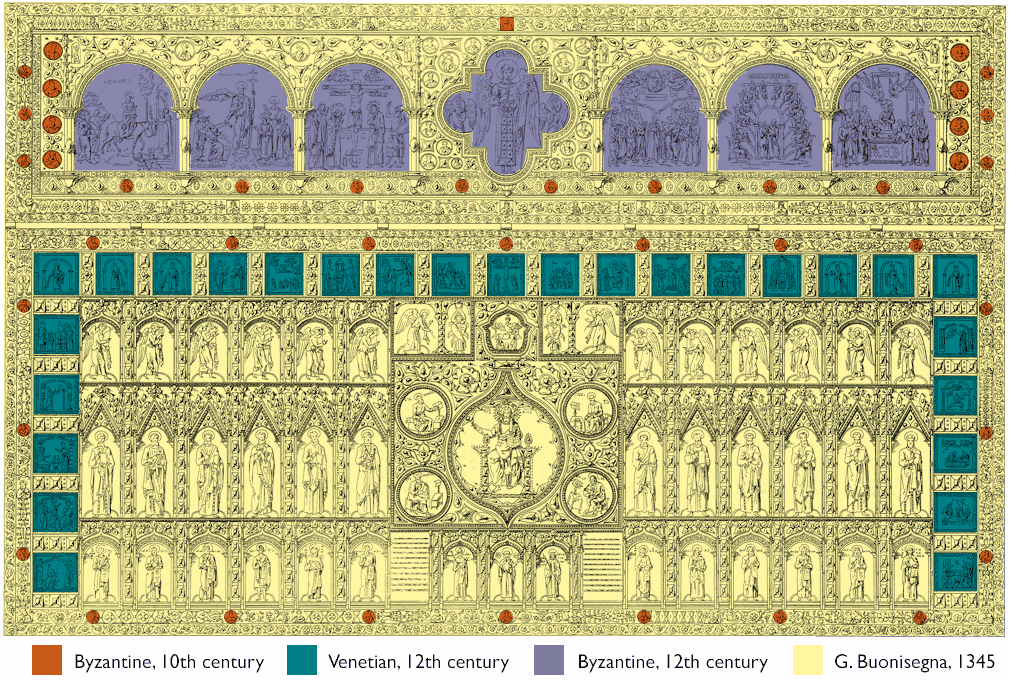
Schéma de la Pala d'Oro